# Dvärgbägarlav
Dvärgbägarlav (Cladonia parasitica) är en lavart som först beskrevs av Franz Georg Hoffmann, och fick sitt nu gällande namn av Franz Georg Hoffmann. Dvärgbägarlav ingår i släktet Cladonia och familjen Cladoniaceae.  Arten är reproducerande i Sverige. Inga underarter finns listade i Catalogue of Life.

## Källor

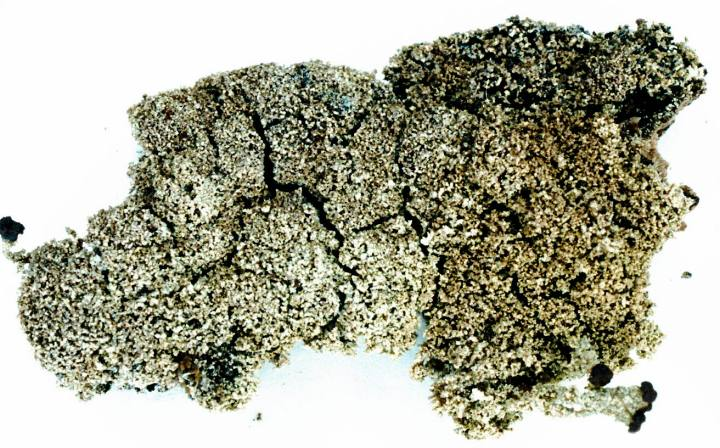
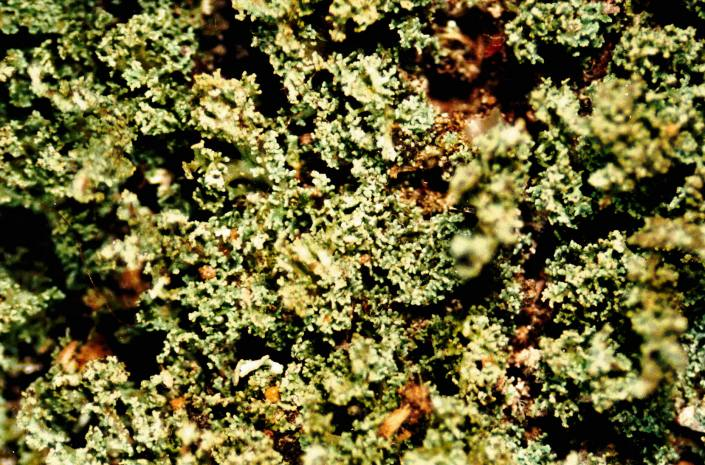
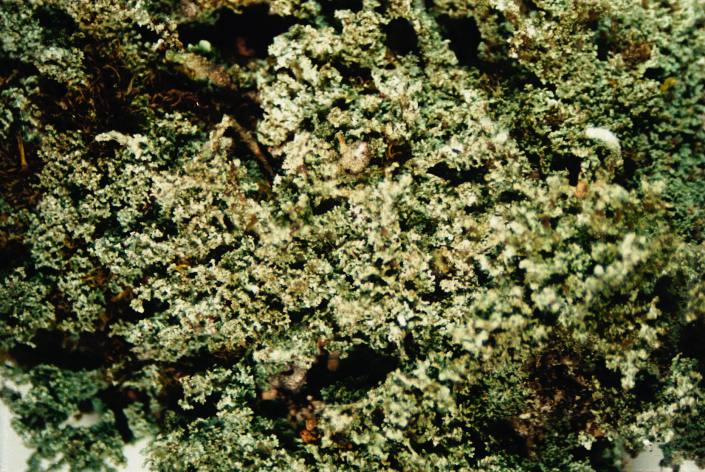
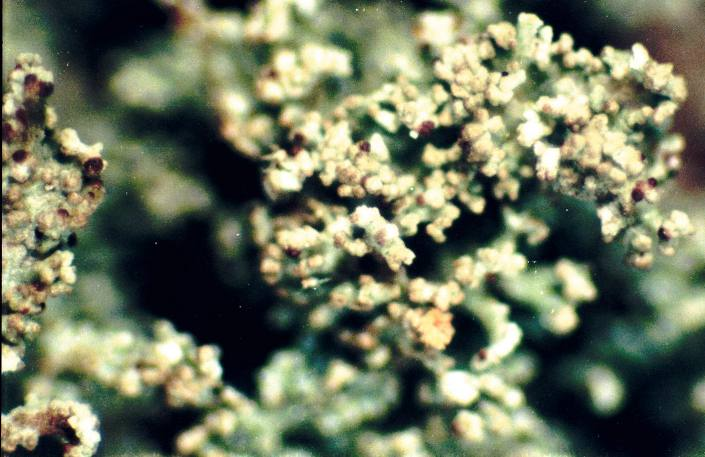
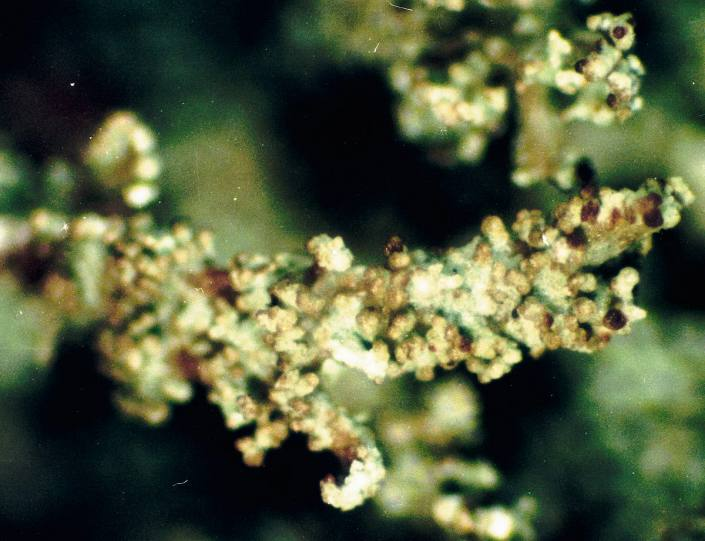
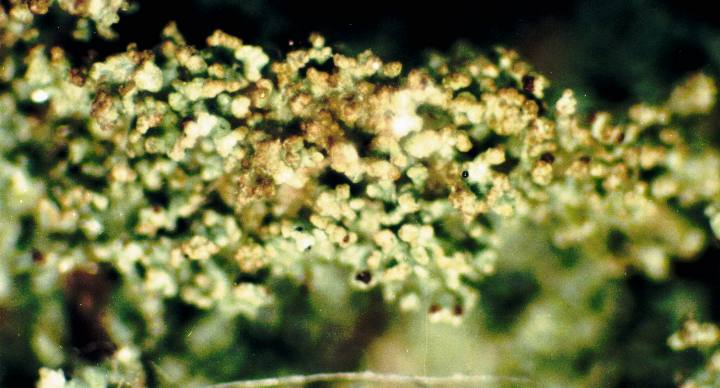
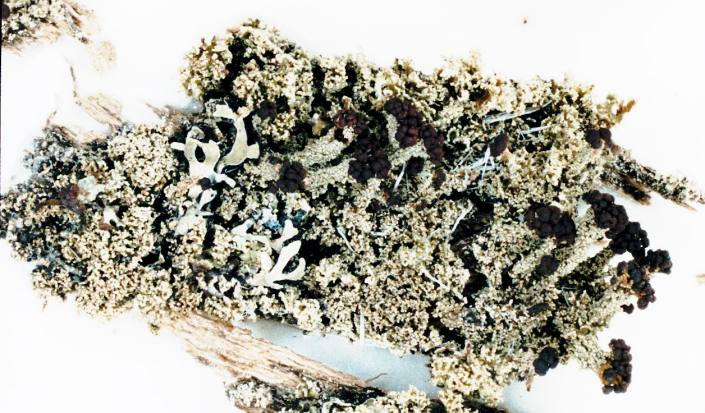